# Julia Manhard
Julia Manhard (* 28. August 1987 in Füssen) ist eine deutsche Freestyle-Skierin, die im Skicross startet.
Manhard startete bereits mit 17 Jahren im Freestyle-Skiing-Weltcup und erreichte durchgehend gute Ergebnisse. Im März 2007 feierte sie mit dem Sieg bei der Juniorenweltmeisterschaft ihren ersten internationalen und bisher größten Erfolg. Auf diesen folgten Knieprobleme und ein Meniskuseinriss, wegen derer sie zwei Winter – zwischen 2007 und 2009 – nicht im Weltcup starten konnte. In der Saison 2009/10 kehrte sie mit zwei Top-Ten-Resultaten in den Weltcup zurück und qualifizierte sich somit für die Olympischen Winterspiele 2010 in Vancouver.

## Karriere

### Anfänge im Weltcup und Juniorenweltmeisterin (2004 bis 2006)
In ihrer ersten Weltcupsaison, dem Winter 2004/05, startete Manhard bei drei Wettkämpfen und erreichte jedes Mal die besten zwanzig Ränge. Ein Jahr darauf, im Januar 2006, platzierte sie sich erstmals in den Top Ten, als sie Siebte beim Weltcup in Kreischberg wurde. Kurz darauf erreichte die damals 18-Jährige in der Qualifikation zum nächsten Weltcup den vierten Rang und ließ dabei unter anderem die amtierende Weltmeisterin Karin Huttary aus Österreich hinter sich. Im Wettkampf reihte sie sich schließlich auf dem neunten Platz ein. Obwohl sie nach eigener Aussage damit gerechnet hatte, dass sie sich für das Finale der besten vier qualifizieren würde, zeigte sie sich doch insgesamt erfreut über den gelungenen Saisonauftakt und nannte als Ziel weitere konstante Ergebnisse. Auf zwei Siege in der nationalen Saab Salomon Crossmax Serie folgte der bis dahin größte Erfolg in Manhards Karriere: Bei der Juniorenweltmeisterschaft 2006 im russischen Krasnoe Ozero gewann sie die erste im Skicross vergebene Goldmedaille. Die Pfrontnerin profitierte dabei von ihrem Triumph in der Qualifikation. Dadurch hatte sie den taktischen Vorteil, in allen Läufen bis zum Finale das Startgate frei wählen zu können und sich somit die beste Position auszusuchen. Im Finale überholte Manhard erst kurz vor Schluss die lange Zeit in Führung liegende Französin Méryll Boulangeat und gewann schließlich mit dem knappen Vorsprung von 20 Zentimetern. Bei den letzten Saisonweltcups in der Sierra Nevada platzierte sich die Deutsche zwei weitere Male unter den Top Ten.

### Etablierung in der Weltspitze und Rückfall durch Verletzungen (2006 bis 2009)
Im November 2006 wurde Skicross offiziell als olympische Disziplin anerkannt, die ersten Wettkämpfe finden 2010 bei den Olympischen Winterspielen in Vancouver statt. Infolgedessen stieg nach Manhards Beobachtungen das Interesse an diesem Sport, zudem wurde die Disziplin zum Leistungssport professionalisiert. Persönlich erhielt die Füssenerin vor dem Winter eine Einladung zu den Winter-X-Games 2007, worauf sie besonders stolz war, da so etwas zwei Jahre zuvor für sie noch undenkbar gewesen sei. Ihre Ziele seien jetzt, an die vorherige Saison anzuknüpfen und erstmals ein Weltcupfinale zu erreichen. In den Winter 2006/07 startete Manhard mit einem siebten Rang in Flaine, wobei sie im Halbfinale als beste Deutsche gegen die spätere Siegerin aus Schweden, Magdalena Iljans, ausschied. Der siebte Platz berechtigte die Deutsche zudem frühzeitig zum Start für die zwei Monate später stattfindende Weltmeisterschaft im Erwachsenenbereich. Vor den nächsten Weltcups standen Ende Januar zunächst die X-Games in Aspen an. Nach einer Behinderung im Halbfinale belegte sie dort letztlich beim Sieg der Französin Ophélie David den neunten Rang. Bei den letzten Saisonrennen im Weltcup schaffte Manhard jedes Mal den Sprung unter die Top Ten, verpasste aber einen Finaleinzug. Als beständigste deutsche Athletin wurde sie Achte im Gesamtweltcup im Skicross und nahm mit 19 Jahren im März zum ersten Mal an einer Erwachsenen-WM teil. Bei schwierigen Bedingungen schied sie dort allerdings bereits in der Qualifikation aus, während sich ihre Teamkollegin Alexandra Grauvogl die Bronzemedaille sicherte. Kurz darauf verlor die Füssenerin als Sechste bei der Junioren-WM nach einem Sturz im Halbfinale ihren Titel an eine weitere Französin, Alizée Boulangeat. Nach der verhinderten Titelverteidigung war Manhard enttäuscht und erklärte: „Eigentlich wollte ich den Titel erneut holen.“
Vor der Saison 2007/08 war Manhard optimistisch, dass sie erstmals in ein Finale einziehen würde. Außerdem ging sie davon aus, dass aufgrund des erweiterten Weltcupkalenders der Kampf um den Gesamtweltcup spannender werde. Sie zog sich jedoch eine Knieverletzung zu und fiel für die gesamte Saison aus, ihr Comeback konnte sie erst im vorolympischen Winter 2008/09 geben. Beim Europacup in Grasgehren kam sie auf das Podest und wurde nur von zwei Mannschaftskameradinnen geschlagen. Danach hatte sie erneut Verletzungspech, sie erlitt einen Meniskuseinriss und fiel erneut für den Rest der Saison aus, als Ursache wurde ein geschwächtes Kreuzband gehandelt. Damit konnte sie innerhalb von zweieinhalb Jahren nur einen Wettkampf auf internationaler Ebene bestreiten. Heli Herdt, der sportliche Leiter im Bereich Skicross erklärte, Manhard sei trotz dieses Rückschlages „hoch motiviert, sich schnellstmöglich auf die Saison 2009/2010 vorzubereiten“.

### Qualifikation für Olympia und Rückzug vom Leistungssport (2009 bis 2010)
Die olympische Saison 2009/10 begann Ende Dezember 2009 mit den Weltcups im italienischen Innichen. Nach ihrer Verletzung kam Manhard erneut unter die Top Ten und erreichte den neunten Rang. Für die Olympiaqualifikation mussten die Freestyle-Skier die allgemeine Norm des Deutschen Olympischen Sportbundes (DOSB) erfüllen, also entweder einmal unter die besten acht fahren oder zweimal unter die besten fünfzehn. Mit dem neunten Platz beim Saisonauftakt hatte die Füssenerin den ersten Teil der Norm bereits erfüllt, es fehlte ein weiteres Top-15-Ergebnis. Dieses erreichte sie Mitte Januar 2010, als sie einen weiteren neunten Rang erreichte und sich somit als vierte deutsche Freestyle-Skierin für Olympia qualifizierte. Sie erreichte in Vancouver den 25. Platz und beendete 2012 ihre aktive Karriere als Leistungssportlerin.

## Privates
Zu Beginn ihrer Laufbahn war Julia Manhard noch Schülerin, ehe sie im Sommer 2007 das Abitur bestand und begann, an der Julius-Maximilians-Universität Würzburg Biomedizin zu studieren. Diese Situation wurde bereits exemplarisch für weitere Sportler vorgestellt, die nicht vollberuflich ihren Sport ausüben, sondern gleichzeitig studieren. Manhard selbst, die als Schülerin nach eigener Aussage im Winter etwa 30 Fehltage hatte, bezeichnet dies als „nicht gerade stressfrei“, sie sei allerdings schon immer Ski gefahren und wolle damit nicht aufhören. Als berufliches Ziel plant sie einen Master-Abschluss in Biomedizin und eventuell eine Doktorarbeit.
Julia Manhards drei Jahre jüngere Schwester Christina gehört ebenfalls zum deutschen Freestyle-Skiing-Nationalkader. Im Weltcup ist derzeit ein zwölfter Rang ihr bestes Ergebnis.